# Monica (cantante)
Monica Denise Arnold (College Park, Georgia, 24 de octubre de 1980) es una cantante de R&B/soul ganadora de un Grammy, compositora, rapera y actriz ocasional estadounidense. Poseedora de una gran voz, comenzó su carrera con tan solo 15 años, y desde entonces ha cosechado una serie de éxitos que la han posicionado como una de las artistas R&B más exitosas.
Además de ser la artista más joven que haya puesto dos números 1 consecutivos en el Billboard Hot R&B/Hip-Hop Singles, posee uno de los sencillos más exitosos de todos los tiempos, «The Boy Is Mine», un dúo con la cantante Brandy, el cual se mantuvo por 13 semanas consecutivas en el primer puesto del Billboard Hot 100 y que fue también número 1 en gran cantidad de países.
Después de una serie de problemas, tanto en el ámbito profesional como personal, su cuarto LP, After the Storm debutó en el número 1 del Billboard 200 y marcó el regreso triunfal de la cantante a lo más alto de las listas de éxitos con su séptimo número 1, «So Gone». Tras lanzar su quinto álbum titulado The Makings of Me el 2006, Monica regresó al estudio de grabación y lanzó su sexto álbum de estudio, Still Standing, el 23 de marzo de 2010, lo que le hizo volver a lo alto de las listas con el éxito «Everything to Me».

## Biografía
Monica Denise Arnold nació en College Park, una ciudad de Georgia. Es la hija mayor de Marilyn Best, una excantante de góspel, y de M.C. Arnold Jr., un mecánico. Tiene un hermano, llamado Montez, quien es tres años menor que ella, y dos hermanastros por parte de madre, llamados Tyron y Cypress. Arnold es también prima política del rapero Ludacris.
Desde que tenía 2 años, Monica acudía a cantar junto a su madre en el coro de la iglesia a la cual asistían. Los padres de Monica se separaron en 1984 y se divorciaron 3 años después, quedando la relación entre la cantante y su padre muy distante a raíz de aquello. Después de prepararse vocalmente por su cuenta, se unió a Charles Thompson & The Majestics, un coro de Góspel, siendo el miembro más joven con tan solo 10 años. Posteriormente, logró ganar más de 20 concursos de talento, siendo en el último de ellos descubierta por Dallas Austin, exitoso productor musical y fundador de Rowdy Records. Austin le ofreció una audición para el líder de Arista Records en ese entonces, Clive Davis. Él, junto a sus colaboradores, quedó totalmente impresionado, no solo por el talento vocal que demostró en aquella audición, sino también por su actitud, bastante más madura, seria, asertiva e inteligente que la mayoría de las chicas de su edad. Se le ofreció un contrato discográfico con Arista a través de Rowdy Records. Además, se contrató a la actriz y rapera Queen Latifah como su mánager.

## Trayectoria profesional

### 1994–1996:Miss Thang
Monica comenzó a trabajar en su disco debut junto a Dallas Austin, además de otros productores como Soulshock & Karlin, Daryl Simmons, Tim & Bob, entre otros. El LP, titulado Miss Thang, fue lanzado el 18 de julio de 1995. Su primer sencillo, "Don't Take It Personal (Just One Of Dem Days)", se convirtió en un hit en Norteamérica (n.º 2 en el Billboard Hot 100 y n.º 1 en el Billboard Hot R&B/Hip-Hop singles) y en otros países como Australia, Nueva Zelanda y Países Bajos. Mientras el álbum debutó en la casilla 36 del Billboard 200, el sencillo alcanzó la certificación platino por más de 1 millón de copias vendidas. Mientras las ventas del LP aumentaban, Monica lanzó su segundo y tercer sencillo (como lado A en los Estados Unidos): "Before You Walk Out Of My Life"/ "Like This And Like That", los cuales se convertirían en otro n.º 1 para la cantante en los charts R&B y Top 10 en el Hot 100, además de ser Top 25 en el Reino Unido y Top 10 en Nueva Zelanda. El cuarto y quinto sencillo (otro lado A en EE. UU.), "Why I Love You So Much" / "Ain't Nobody" se convirtió en otro Top 10 en Norteamérica y mantuvo la popularidad de la cantante durante 1996, el mismo año en el que junto a TLC y Bone Thugs-N-Harmony, van de gira por Norteamérica. Miss Thang fue certificado triple platino por más de 3,4 millones de ventas en los Estados Unidos.

### 1997–1999:The Boy Is Mine— éxito internacional
Mientras los sencillos de Monica se convertían en éxitos en el mundo, ella siguió estudiando, y logró algo bastante difícil: Salió del instituto 2 años adelantada, y con un promedio de 4.0 GPA (el puntaje más alto que se pueda obtener), en 1997. El mismo año firmó con Arista Records y participó en la banda sonora de la película Space Jam, con el tema "For You I Will", el cual se convirtió en sencillo. Eventualmente, se convirtió en otro Top 5 en el Hot 100 para Monica, y aumentó su popularidad en el mundo. El año siguiente fue contactada por la cantante Brandy Norwood y el productor Rodney "Darkchild" Jerkins para grabar un dueto entre ambas cantantes quienes, según la prensa, tenían una rivalidad y no se llevaban bien para nada. A pesar de los fuertes rumores, el dueto fue grabado, y se convirtió en el éxito más grande de sus carreras y el más grande de 1998. "The Boy Is Mine" se mantuvo por 13 semanas en el #1 del Billboard Hot 100, alcanzando también el n.º 1 en países como Canadá, Países Bajos, Japón, Nueva Zelanda, y Top 5 en Brasil, Australia, Bélgica, Reino Unido, Noruega, Suiza, Francia y Suecia. El dueto les permitió a Brandy y Monica ganar un premio Grammy el año 1999 a la mejor actuación R&B de un dúo o grupo.
Tras el impresionante éxito del dueto, Monica lanza su 2.º álbum, titulado curiosamente "The Boy Is Mine". Con la producción de Dallas Austin, Jermaine Dupri, Darkchild y Daryl Simmons, el álbum debutó en el puesto n.º 8 del Billboard 200. A pesar de no ser un éxito rotundo en su lanzamiento, las ventas comenzarían a crecer enormemente luego del lanzamiento del segundo sencillo del álbum, "The First Night". El tema se convirtió en su segundo n.º 1 en el Billboard Hot 100, así como su quinto en la lista R&B/Hip-Hop. Se mantuvo durante 5 y 6 semanas en la cima de las listas, respectivamente. Además, fue Top 10 en el Reino Unido y Canadá. "Angel Of Mine" fue su tercer sencillo, lanzado en 1999. El sencillo se convirtió en el 3.º más exitoso de 1999 en los Estados Unidos (solo detrás de "No Scrubs" de TLC y "Believe" de Cher), y permaneció en la cima del Hot 100 durante 4 semanas consecutivas. Gracias al éxito de los 3 sencillos del álbum, Monica mantuvo un récord de mayor número de semanas al n.º 1 entre sencillos consecutivos, un total de 22. Dicho récord fue roto por Usher en 2005. Finalmente, Monica lanzó el último sencillo, "Street Symphony" y 2 sencillos sin promoción ni vídeos: "Inside" para Europa, y una versión de "Right Here Waiting" (con el grupo 112) para Norteamérica. El disco "The Boy Is Mine" recibió buenas críticas y vendió más de 4 millones de copias.

### 2000–2002:All Eyez on Me— una tormenta llega a su vida
Luego del éxito de su segundo LP y de incursionar en el cine en películas como Love Song y Boys And Girls, Monica comenzó a grabar temas para soundtracks. El primero, "I've Got To Have It", una colaboración con Jermaine Dupri y Nas, tuvo un éxito modesto en Norteamérica, siendo Top 20 en las listas de Rap. Además, grabó el tema "Missing You" para la banda sonora de Fled y "Just Another Girl" para la película Down To Earth. Este último se convirtió en sencillo, alcanzando el puesto 64 del Hot 100 solamente. Monica tenía muy publicitada relación con el rapero C-Murder (quien era 9 años mayor que ella, estaba casado y tenía hijos). Luego de altos y bajos en la relación, C-Murder fue arrestado por asesinar a un joven de 16 años en un club nocturno de Nueva Orleans. Además, Monica vivió la pérdida de un pariente y de sus amigas y colegas Aaliyah y Lisa Lopes. Sin embargo, faltaba lo peor: Monica decidió visitar, junto a un exnovio, Jarvis Weems, al hermano del joven. Weems, quien tenía una fuerte adicción a las drogas y depresión, decidió cometer un acto inesperado; mientras observaban la tumba de su hermano, sacó una pistola y se suicidó en frente de Monica. La noticia dio la vuelta alrededor del mundo, mientras Monica cayó en una fuerte depresión que la mantuvo lejos de los medios durante un año.
Con mucho apoyo espiritual por parte de su familia, la cantante decide regresar, y termina de arreglar los detalles de su tercer álbum de estudio, titulado "All Eyez On Me". Clive Davis dejó Arista Records y fundó J Records, siendo Monica una de las primeras en firmar por el sello. El primer sencillo, "All Eyez On Me" (contiene un sample de "P.Y.T." de Michael Jackson, quien personalmente se lo ofreció, además de contribuir vocales a la canción) no tuvo un éxito esperado. Solo alcanzó el puesto 69 del Hot 100, aunque tuvo éxito en otras partes del mundo como Japón, Australia, Alemania y Nueva Zelanda. Un segundo sencillo fue solicitado por radios, "Too Hood", sin tener un videoclip respectivo. El sencillo apenas logró entrar al Hot R&B/Hip-Hop Bubbling Under. Por estas razones, la fecha de lanzamiento de "All Eyez On Me" fue pospuesta numerosas veces, hasta que se canceló, siendo lanzado solo en Japón.

### 2003-2005:After the Storm— el regreso triunfal
Luego de la cancelación de All Eyez On Me para los Estados Unidos (debido también a que se encontraba disponible en programas P2P y sitios de Internet meses antes de su lanzamiento) Monica decidió grabar nuevos temas para el álbum, y cambió al productor ejecutivo del proyecto. Salió Jermaine Dupri e ingresó Missy Elliott, quien fue presentada a Monica por la madre de Aaliyah. Monica y Elliott se hicieron grandes amigas, y comenzaron a trabajar en nuevos temas. A Elliott se sumó la ayuda de Kanye West, Darkchild, Jazze Pha y Bryan Michael Cox, entre otros. 9 Temas nuevos se incluyeron en el disco, además de 7 temas de All Eyez On Me. El disco se tituló "After The Storm", y fue lanzado el 17 de junio de 2003 en los Estados Unidos, y el 21 de septiembre del mismo año en Europa. El disco debutó en el n.º 1 del Billboard 200 y el primer sencillo, "So Gone", fue su primer Top 10 en el Hot 100 desde 1999. El sencillo se mantuvo en la cima de los charts Hot R&B/Hip-Hop sencillos y Hot Dance Club Play, durante 5 y una semanas respectivamente. Luego del éxito de "So Gone", Monica lanzó un Doble-A-Side sencillo: "Knock Knock / Get It Off". Ambos sencillos lograron un éxito moderado, siendo Top 25 en las listas R&B y Top 15 en las listas Dance. Solo alcanzó el puesto 75 en el Hot 100. Tras una serie de polémicas, ya que en J Records estaban inseguros de lanzar otro sencillo, luego de los modestos resultados de "Knock Knock / Get It Off". Monica declaró que entre sus planes estaba lanzar el dueto con DMX, "Don't Gotta Go Home", pero la idea fue finalmente cancelada. En vez de aquel dueto, se lanzó "U Should've Known Better" casi un año después del lanzamiento del disco. Sin embargo, la balada producida por Bryan Michael Cox y Jermaine Dupri se convirtió en otro éxito para Monica, alcanzando el Top 20 del Hot 100 y Top 10 de las listas R&B. After The Storm ha vendido más de un millón de copias en Norteamérica a febrero de 2007.

### 2006–2007:The Makings of Me
Desde el 2005, Monica comenzó una relación sentimental con Rodney "Rocko Da Don" Hill, un rapero y productor estadounidense. Su primer hijo, Rodney Ramone Hill nació el 21 de mayo de 2005. Su padrino es Ludacris. Luego de otro período fuera de la escena musical, Monica regresa plasmando sus nuevas experiencias en su quinto LP, titulado "The Makings Of Me". Producido por Jermaine Dupri, Missy Elliott, Bryan Michael Cox, Swizz Beatz, Sean Garrett, Scott Storch, Dre & Vidal y The Underdogs, se lanzó el 3 de octubre de 2006, debutando en el n.º 1 del Billboard Top R&B/Hip-Hop Albums, y n.º 8 en el Billboard 200. El primer sencillo, "Everytime Tha Beat Drop" tuvo un éxito moderado, llegando al Top 15 de las listas R&B y Top 50 en el Hot 100. El siguiente sencillo, "A Dozen Roses (You Remind Me)", solo alcanzó el Top 50 de las listas R&B. El tercer y cuarto sencillo, "Sideline Ho" y "Hell No (Leave Home)" fueron lanzados solo de forma promocional en la radio. A pesar de ser un álbum aclamado por la crítica, no ha sobrepasado las 400.000 copias, por lo que se convierte en el álbum con menores ventas de su carrera. Se presume que la falla del álbum se debe a que solo posee 10 temas, además de una mala elección de sencillos, fue lo que Monica declaró a la revista Sister2Sister el 2007.

### 2008-2010:Still Standing
Luego de lanzar un mixtape con canciones no incluidas en The Makings Of Me, llamado Made: The Mixtape, una serie de rumores sobre la posible salida de Monica de J Records debido a las bajas ventas de "The Makings Of Me" surgieron en distintos sitios. Sin embargo, Clive Davis decide darle un espaldarazo a la cantante que ha permanecido junto a él por más de 10 años y le renueva su contrato en octubre de 2007. El 8 de enero de 2008, la cantante y Rodney Hill dieron la bienvenida a su segundo hijo, llamado Romelo Montez Hill. Luego de trabajar con numerosos productores, entre ellos Polow Da Don, Ne-Yo, Jim Jonsin y Missy Elliott, Monica completó la producción de su sexto disco, titulado Still Standing. La cadena norteamericana BET decidió filmar el proceso de grabación del disco, titulándolo "Monica: Still Standing", reality show cuyo debut fue el segundo más alto en índices de audiencia en la historia de la cadena televisiva. Dicho éxito acompañó también al primer sencillo, "Everything to Me", producido por Missy Elliott. El disco alcanzó el n.º 1 en el Billboard R&B/Hip-Hop songs, convirtiéndose en su sexto número uno en dicha lista, y convirtiendo a Monica en el primer artista en la historia en obtener un n.º 1 en las décadas de los 90, 2000, y 2010. El disco, fue lanzado el 23 de marzo de 2010, con primeras ventas superiores a las 183.000 copias, y en el n.º 2 del Billboard 200. El segundo sencillo del disco, será "Here I Am", producido por Polow Da Don y su versión para radio tendrá como colaborador a Jamie Foxx. Para promocionar el disco, Monica lanzará su primera gira en más de 10 años, comenzando en agosto de 2010 y teniendo como acompañante a Trey Songz, con quien colabora en el remix de "Neighbors Know My Name".

### 2011–presente: New Life, Code Red y nuevos proyectos
En 2011, se unió a la temporada debut del reality show The Voice de la NBC como asesora del entrenadora de músicos. En abril de 2012,  lanzó su séptimo álbum de estudio, New Life. Marcó su primer lanzamiento a través de la discográfica RCA, luego de la disolución de J Records en octubre de 2011. El álbum recibió críticas diversas; AllMusic complementó la "vibra descarada, animada y conmovedora" mientras que Adam Markovitz de Entertainment Weekly criticó sus "coros cursis y melodías anticuadas". Comercialmente, el álbum debutó en el número cuatro en el Billboard 200 y en el número dos en los álbumes Top R & B / Hip-Hop. El álbum generó dos sencillos para su promoción, "Anything (To Find You)" y "Until It's Gone", los cuales alcanzaron el top 30 en la lista de Billboard R&B/Hip-Hop Songs. El sencillo principal "It All Belongs to Me", otro dúo con la cantante Brandy, obtuvo una posición similar, alcanzando el número 23 en la misma tabla. El mismo año, Monica junto al artista de música góspel Fred Hammond aparecieron en el sencillo "Hold On", el cual se ubicó dentro de los cinco mejores éxitos en la lista de canciones cristianas de Billboard y obtuvo una nominación a los Premios Grammy a la Mejor Canción Gospel en la entrega de premios de 2012.
En octubre de 2013, apareció en la banda sonora de la comedia dramática navideña The Best Man Holiday de Malcolm D. Lee con su versión producida por Jermaine Dupri de "Have Yourself a Merry Little Christmas". En diciembre de 2015, lanzó su octavo álbum de estudio, Code Red. Tras su lanzamiento, el álbum recibió comentarios generalmente variados de la mayoría de los críticos musicales, y debutó en el número 27 en la lista Billboard 200 de EE. UU. El sencillo "Just Right for Me", una colaboración con Lil Wayne, alcanzó el número doce en la lista Billboard Adult R&B Songs, pero no logró ingresar en ningún otro lugar, lo que resultó una decepción en ventas y se decidió no lanzar más sencillos. Para respaldar el álbum, Monica se embarcó en su primera gira de conciertos en solitario en años, The Code Red Experience para promocionar el álbum. En noviembre de 2016, Monica anunció su salida de su sello RCA Records después de dos décadas.
En diciembre de 2018, lanzó la balada "Be Human" para presentar The Be Human Foundation, una organización sin fines de lucro fundada por ella misma. El mismo mes, presentó una versión preliminar del material de su noveno álbum de estudio, Chapter 38, cuando apareció en la séptima temporada del reality show T.I. & Tiny: The Family Hustle emitido por VH1. En enero de 2019, lanzó "Commitment", el primer sencillo lanzado a través de su propia discográfica, MonDeenise Music.

## Vida privada
La carrera de la artista se desaceleró en 1999 debido a problemas de relación con su exnovio Jarvis Weems. En julio de 2000, la pareja asistió a la tumba del hermano de Weems, quien había fallecido en un accidente automovilístico a los 25 años de edad en 1998, cuando Weems, sin previo aviso, se suicidó disparándose en la cabeza.
Monica conoció al rapero Rodney "Rocko" Hill, poco después del suicidio de Weems, una época que ella describió como turbulenta. Mientras que la pareja comenzó a salir al poco tiempo en el otoño del mismo año, terminaron su relación en 2004. Unos meses más tarde, Monica y Hill se reconcilian y queda embarazada de su primer hijo. El 21 de mayo de 2005, dio a luz a su primer hijo, Rocko. Mónica y Hill se comprometieron una vez más en la víspera de Navidad de 2007, poco antes del nacimiento de su segundo hijo llamado Romelo Montez Hill el 8 de enero de 2008. La pareja se separó a principios de 2010.
En junio de 2010, conoció al baloncestista Shannon Brown cuando participó en la grabación del video musical de "Love All Over Me". Más tarde, Monica anunció su compromiso con Brown a través de su cuenta de Twitter. El 22 de noviembre de 2010, contrajeron matrimonio en una ceremonia secreta en su casa de Los Ángeles. El matrimonio, sin embargo, no se divulgó en los medios hasta el 21 de enero de 2011, cuando Brown le dijo al Hip-Hop Non-Stop TV-Show. El 3 de septiembre de 2013, dio a luz a su tercer hijo, Laiyah Shannon. Después de ocho años de matrimonio, Monica le pidió el divorcio a Brown en marzo de 2019. Finalmente el divorcio se produjo en octubre de 2019.

## Discografía

### Álbumes
| Año  | Título            | Discográfica | Fecha de Lanzamiento         | EE. UU. | R&B | Certificación                                                   |
| ---- | ----------------- | ------------ | ---------------------------- | ------- | --- | --------------------------------------------------------------- |
| 1995 | Miss Thang        | Rowdy/Arista | 18 de julio de 1995          | 36      | 7   | 3× Platino (EE. UU.), Oro (Canadá)                              |
| 1998 | The Boy Is Mine   | Arista       | 14 de julio de 1998          | 8       | 2   | 3× Platino (EE. UU.), 3× Platino (Canadá), Plata (Reino Unido), |
| 2002 | All Eyez on Me    | J Records    | 21 de octubre de 2002 (Asia) | —       | —   | Lanzado solo en Asia.                                           |
| 2003 | After the Storm   | J Records    | 17 de junio de 2003          | 1       | 2   | Oro (EE. UU.)                                                   |
| 2006 | The Makings of Me | J Records    | 3 de octubre de 2006         | 8       | 1   | --                                                              |
| 2010 | Still Standing    | J Records    | 23 de marzo de 2010          | 2       | 1   | Oro (EE. UU.)                                                   |
| 2012 | New Life          | RCA          | 6 de abril de 2012           | 4       | 2   |                                                                 |
| 2015 | Code Red          | RCA          | 18 de diciembre de 2015      | 27      | 4   |                                                                 |

### Sencillos
| Año  | Sencillo                                         | Lista   | Lista       | Lista         | Lista | Lista | Lista | Lista | Lista | Lista | Lista | Álbum                                         |
| Año  | Sencillo                                         | EE. UU. | EE. UU. R&B | EE. UU. Dance | CAN   | R.U.  | NZ    | JAP   | AUS   | HOL   | ALE   | Álbum                                         |
| ---- | ------------------------------------------------ | ------- | ----------- | ------------- | ----- | ----- | ----- | ----- | ----- | ----- | ----- | --------------------------------------------- |
| 1995 | «Don't Take It Personal (Just One of Dem Days)»  | 2       | 1           | 2             | —     | 32    | 5     | —     | 7     | 21    | —     | Miss Thang                                    |
| 1996 | «Like This and Like That»                        | 7       | 1           | 8             | —     | 33    | 18    | —     | —     | —     | —     | Miss Thang                                    |
| 1996 | «Before You Walk Out of My Life»                 | 7       | 1           | 8             | —     | 22    | 8     | —     | —     | —     | —     | Miss Thang                                    |
| 1996 | «Why I Love You So Much»                         | 9       | 3           | 11            | —     | —     | 22    | —     | —     | —     | —     | Miss Thang                                    |
| 1996 | «Ain't Nobody» (con Treach)                      | 9       | 3           | 11            | —     | —     | —     | —     | —     | —     | —     | The Nutty Professor (Banda sonora)            |
| 1997 | «For You I Will»                                 | 4       | 2           | —             | —     | 27    | 2     | —     | 45    | 51    | 80    | Space Jam (Banda sonora) & The Boy Is Mine    |
| 1998 | «The Boy Is Mine» (con Brandy)                   | 1       | 1           | 1             | 1     | 2     | 1     | 1     | 3     | 1     | 5     | The Boy Is Mine                               |
| 1998 | «The First Night»                                | 1       | 1           | 1             | 6     | 6     | 15    | 7     | 30    | 22    | 63    | The Boy Is Mine                               |
| 1999 | «Angel of Mine»                                  | 1       | 2           | 9             | 10    | 55    | 36    | 33    | 12    | —     | —     | The Boy Is Mine                               |
| 1999 | «Street Symphony»                                | 120     | 50          | —             | —     | —     | —     | —     | —     | —     | —     | The Boy Is Mine                               |
| 1999 | «Inside» **                                      | —       | —           | —             | —     | —     | —     | —     | —     | —     | —     | The Boy Is Mine                               |
| 1999 | «Right Here Waiting» *                           | —       | 101         | —             | —     | —     | —     | —     | —     | —     | —     | The Boy Is Mine                               |
| 2000 | «I've Got to Have It» (con Jermaine Dupri y Nas) | 101     | 67          | —             | —     | —     | —     | 100   | —     | —     | 76    | Big Momma House (Soundtrack)                  |
| 2001 | «Just Another Girl»                              | 64      | 34          | —             | —     | —     | —     | 62    | —     | —     | —     | Down To Earth (Banda sonora) & All Eyez On Me |
| 2002 | «All Eyez on Me»                                 | 69      | 32          | —             | —     | —     | 29    | 8     | 39    | —     | 81    | All Eyez On Me                                |
| 2002 | «Too Hood» *                                     | —       | 111         | —             | —     | —     | —     | 83    | —     | —     | —     | All Eyez On Me                                |
| 2003 | «So Gone»                                        | 10      | 1           | 1             | 17    | 77    | —     | 56    | —     | —     | —     | After the Storm                               |
| 2003 | «Knock Knock»                                    | 75      | 24          | 13            | —     | —     | —     | —     | —     | —     | —     | After the Storm                               |
| 2004 | «U Should've Known Better»                       | 19      | 6           | —             | —     | —     | —     | —     | —     | —     | —     | After the Storm                               |
| 2006 | «Everytime tha Beat Drop»                        | 48      | 11          | —             | —     | —     | —     | —     | —     | —     | —     | The Makings Of Me                             |
| 2006 | «A Dozen Roses (You Remind Me)»                  | —       | 48          | —             | —     | —     | —     | —     | —     | —     | —     | The Makings Of Me                             |
| 2007 | «Sideline Ho» *                                  | —       | 45          | —             | —     | —     | —     | —     | —     | —     | —     | The Makings Of Me                             |
| 2007 | «Hell No (Leave Home)» *                         | —       | 114         | —             | —     | —     | —     | —     | —     | —     | —     | The Makings Of Me                             |
| 2008 | «Still Standing» (con Ludacris) *                | —       | 74          | —             | —     | —     | —     | —     | —     | —     | —     | Still Standing                                |
| 2009 | «Trust» (con Keyshia Cole)                       | 70      | 5           | —             | —     | 95    | —     | —     | —     | —     | —     | A Different Me                                |
| 2010 | «Everything to Me»                               | 44      | 1           | —             | —     | —     | —     | 85    | —     | —     | —     | Still Standing                                |
| 2010 | «One in a Lifetime» **                           | —       | —           | —             | —     | —     | —     | 66    | —     | —     | —     | Still Standing                                |
| 2010 | «Here I Am» (con Jamie Foxx)                     | —       | 83          | —             | —     | —     | —     | —     | —     | —     | —     | Still Standing                                |
| 2010 | «Love All Over Me»                               | 58      | 2           | —             | —     | —     | —     | —     | —     | —     | —     | Still Standing                                |
| 2011 | «Anything (To Find You)» (con Rick Ross)         | 119     | 25          | —             | —     | —     | —     | —     | —     | —     | —     | New Life                                      |
| 2011 | «Until It's Gone»                                | —       | 22          | —             | —     | —     | —     | —     | —     | —     | —     | New Life                                      |
| 2012 | «It All Belongs to Me» (con Brandy)              | —       | 23          | —             | —     | —     | —     | —     | —     | —     | —     | New Life                                      |
| 2012 | «Without You»                                    | —       | 91          | —             | —     | —     | —     | —     | —     | —     | —     | New Life                                      |
| 2012 | «Hold On» (James Fortune con Monica)             | —       | 48          | —             | —     | —     | —     | —     | 5     | —     | —     | Identity                                      |
| 2015 | «Just Right for Me» (con Lil Wayne)              | —       | 18          | —             | —     | —     | —     | —     | —     | —     | —     | Code Red                                      |
| 2019 | «Commitment»                                     | —       | 25          | —             | —     | —     | —     | —     | —     | —     | —     | Chapter 38                                    |
| 2019 | «Me + You»                                       | —       | —           | —             | —     | —     | —     | —     | —     | —     | —     | Chapter 38                                    |

* = Sencillo promocional: ingresó en listas solamente por puntos de airplay. Sin videoclip correspondiente.
** = No fue sencillo: ingresó en listas por descargas o airplay independiente.

## Filmografía

### Films
| Año  | Película         | Papel                    |
| ---- | ---------------- | ------------------------ |
| 2000 | Boys and Girls   | Katie                    |
| 2006 | ATL              | Camarera de Waffle House |
| 2009 | Pastor Brown     | Lisa Cross               |
| 2016 | Almost Christmas | Camarera                 |

### DVD y vídeos
| Año  | DVD / VHS              | Comentarios                        |
| ---- | ---------------------- | ---------------------------------- |
| 2000 | Love Song              | Película para la televisión. (MTV) |
| 2003 | Knock Knock/Get It Off | Sencillo en formato DVD.           |

### Televisión
| Año  | Programa de T.V./Serie | Papel              |
| ---- | ---------------------- | ------------------ |
| 1996 | Living Single          | Marissa            |
| 1996 | New York Undercover    | Ella misma         |
| 1997 | Beverley Hills 90210   | Ella misma         |
| 1999 | Beverley Hills 90210   | Ella misma         |
| 2000 | Love Song              | Camille Livingston |
| 2001 | Felicity               | Sarah Robinson     |
| 2003 | American Dreams        | Mary Wells         |